# پتار یاکشیچ
پتار یاکشیچ (انگلیسی: Petar Jakšić؛ زادهٔ ۲۰ ژوئیهٔ ۲۰۰۱) بازیکن واترپلو اهل صربستان است.
وی در مسابقات کشوری و بین‌المللی در مجموع برندهٔ ۱ مدال طلا شده است.